# Batalla de San Patricio
La Batalla de San Patricio fue una batalla enfrentada el 27 de febrero de 1836, entre las tropas del ejército de México y los rebeldes del estado mexicano de Texas.

## Antecedentes
El ascenso al poder de Antonio López de Santa Anna en 1833 llevó a varios estados mexicanos a levantarse en armas en contra del gobierno, siendo uno de ellos el estado de Coahuila y Texas. La parte tejana del estado era habitado principalmente por inmigrantes del sur de los Estados Unidos. Con la llegada de Santa Anna al poder, los estadounidenses de Texas se rebelaron. Con la caída en poder texano de la ciudad de San Antonio Béjar, Goliad, y otras ciudades mexicanas en Texas, Santa Anna decidió personalmente ir a aplastar la rebelión. Llevaba una fuerza denominada Ejército de Operaciones de unos 8,000 soldados del norte de México. Santa Anna dividió sus fuerzas para obtener la máxima cobertura. Una de esas columnas estaba comandada por el general José Urrea. A Urrea se le ordenó a marchar a lo largo de la costa de Texas en el sureste de México para mantener abiertas las líneas de abastecimiento de la costa con la marina de guerra.

## Batalla
Los rebeldes texanos Grant, Johnson y Morris planearon dirigir un asalto a la ciudad de Matamoros. Estos se ven en la necesidad de tener caballos para su largo viaje hacia el sur, por lo que deciden capturar caballos salvajes. El 27 de febrero de 1836, cuando Urrea efectuaba patrullas de reconocimiento descubrió a Johnson y unos setenta rebeldes tejanos acampados en el asentamiento abandonado irlandés de San Patricio. En un ataque sorpresa a las 3:30 a. m., las tropas mexicanas abrieron fuego contra los tejanos, logrando matar a una veintena de rebeldes y tomando a treinta y dos presos. El enfrentamiento armado duró un par de horas. Johnson y otros cuatro rebeldes fueron capturados en Texas, pero más tarde logró escapar y reunirse con Fannin en Goliad. 
Grant Morris también fue sorprendido por el ejército de Urrea, ya que acamparon en Agua Dulce. El 2 de marzo, las fuerzas mexicanas de Texas sorprendieron a los sublevados, dejando a Morris muerto y a otros doce rebeldes en Texas. Los sobrevivientes fueron llevados y encarcelados en Matamoros.